# جيم جاي بولوك
جيم جاي بولوك (بالإنجليزية: Jim J. Bullock) مواليد 9 فبراير 1955 في كاسبر، الولايات المتحدة، هو ممثل وكوميدي أمريكي بدأ مسيرته الفنية سنة 1980.

## الأعمال
- سبيسبولز
- ساينفيلد
- روزان
- ذا بولد أند ذا بيوتيفول

## روابط خارجية
- جيم جاي بولوك على موقع IMDb (الإنجليزية)
- جيم جاي بولوك على موقع ألو سيني (الفرنسية)
- جيم جاي بولوك على موقع تيرنر كلاسيك موفيز (الإنجليزية)
- جيم جاي بولوك على موقع أول موفي (الإنجليزية)
- جيم جاي بولوك على موقع قاعدة بيانات برودواي على الإنترنت (الإنجليزية)
- جيم جاي بولوك على موقع قاعدة بيانات برودواي على الإنترنت (الإنجليزية)
- جيم جاي بولوك على موقع قاعدة بيانات برودواي على الإنترنت (الإنجليزية)
- جيم جاي بولوك على موقع إن إن دي بي (الإنجليزية)
- جيم جاي بولوك على موقع قاعدة بيانات الفيلم (الإنجليزية)
- جيم جاي بولوك على موقع كينوبويسك (الروسية)